# Кучеренко Микола Євдокимович
Кучеренко Микола Євдокимович (8 листопада 1939, село Кам'янече, Новоархангельського району, Кіровоградської області — 25 лютого 2007, м. Київ) — український науковець в галузі радіаційної біохімії, доктор біологічних наук (1977), професор (1987), академік НАН України (2000), академік Міжнародної слов'янської академії наук, заслужений діяч науки і техніки (1996). Співавтор 32 підручників та навчальних посібників. Заслужений професор Київського національного університету імені Тараса Шевченка та віце-президент Українського біохімічного товариства.

## Біографія
Він народився 8 листопада 1939 року. Випускник кафедри біохімії біологічного факультету Київського університету, з 1962 року — асистент, а далі доцент, професор. 1966 року захистив кандидатську дисертацію «Вплив фолієвої кислоти на вміст нуклеїнових кислот та білків головного мозку в нормі та за променевого ураження», а 1976 — докторську дисертацію «Процеси переметилювання в первинних механізмах біохімічної дії радіації та деякі шляхи їх спрямованої модифікації».
У 1965–1972 роках Кучеренко обіймав посаду заступника декана, а згодом і декана біологічного факультету. Після чого з 1973 по 2004 рік обіймав посаду завідувача кафедри біохімії. Під його керівництвом була створена база для підготовки спеціалістів-біохіміків, крім того Кучеренко вважається засновником школи радіаційної біохімії в Україні.
З 1978 по 1984 рік працював на посаді проректора університету з навчальної роботи, а з 1987 по 2002 рік вдруге обіймав посаду декана біологічного факультету. Крім того в період з 1998 по 2002 роки був головою експертної ради з біологічних наук ВАК України, а у 2001–2003 рр — головою експертної ради ДАК міністерства освіти і науки України.

## Наукова робота
Сфера наукових інтересів — дослідження процесів фосфорилювання, метилювання, ацетилювання та АДФ-рибозилювання різних біологічних субстратів, ролі кальцію, кальмодуліну, системи циклічних нуклеотидів у функціонуванні біологічних мембран.
Протягом багатьох років вивчав механізми біологічної дії іонізуючої радіації на метаболічні процеси в організмі теплокровних. Під його керівництвом відбувалися глибокі фундаментально-прикладні дослідження процесів фосфорилювання, метилювання, ацетилювання та АДФ-рибозилювання різних біологічних субстратів, ролі кальцію, кальмодуліну, системи циклічних нуклеотидів у функціонуванні біологічних мембран.
Основні наукові висновки та розробки було сформульовано в монографічних виданнях «Структура та функція біологічних мембран», «Біологічне метилювання та його модифікація на ранніх етапах променевого ураження», «Основи молекулярної радіобіології», «Радіорезистентність і регуляція метаболізму нервової тканини», «Біохімічна модель регуляції активності хроматину» та ін. Під керівництвом професора М. Є. Кучеренка підготовлено і захищено 45 кандидатських і дев'ять докторських дисертацій. М. Є. Кучеренко — автор понад 400 наукових праць, серед яких 35 монографій, підручників і навчальних посібників для середньої та вищої школи.
Його праці у різноманітних галузях біохімії, зокрема з радіаційної біохімії, викликали науковий інтерес як у нашій країні, так і за кордоном.
1983 року Микола Кучеренко став лауреатом Палладінської премії за монографію «Біологічне метилювання і його
модифікація у ранній період променевого ураження», яка була присвячена первинним механізмам розвитку порушень процесів біологічного метилювання в опроміненому організмі, передусім на ранніх етапах дії іонізуючого випромінювання, а також пошуку шляхів спрямованої дії на ці процеси.

## Нагороди
- Державна премія України в галузі науки і техніки (1998)
- Премія ім. О. Палладіна АН УРСР (1983)
- Орден «За заслуги» 3-го ступеня (1999)[1]